# 藍波：最後一滴血
《藍波：最後一滴血》（英語：Rambo: Last Blood，又稱作Rambo V）是一部2019年上映的美國動作驚悚片。本片為2008年電影《第一滴血4》的續集，「第一滴血系列電影」的第五部作品。電影由阿德里安·格魯伯格執導、席維斯·史特龍和馬特·西魯尼克共同撰寫劇本。主演包括史特龍、帕兹·维嘉、賽吉爾·佩里斯-曼切塔、亞卓安娜·拜拉薩、伊維特·蒙雷亞爾、瓦昆·柯西諾和奧斯卡·賈恩那達。
《藍波：最後一滴血》於2019年9月20日在美國上映，並由獅門娛樂發行。

## 劇情
延續美國陸軍特種部隊老兵約翰·藍波在緬甸事件後願意回家後的11年，藍波在美國亚利桑那州與墨西哥邊境接手已故父親的牧場繼續過著樸實的農場生活，並與老朋友瑪麗亞·貝爾特蘭和她的孫女加布里埃拉一起管理牧場，從中意外享受了一段家庭生活的溫馨，並偶爾協助當地救援遭遇山難的旅客。然而在某一次救援大雨侵襲的山難當中，因為藍波沒法拯救所有受難者，導致其不自覺回想起當年在越南戰場上沒法救助同袍的痛苦過去而無力自拔。
到了當今，加布里埃拉在即將離家就讀大學，藉由遠居墨西哥的童年好友吉賽兒得到當年拋棄自己的生父曼努埃爾消息，希望知悉當年生父為何不顧母女二人而離去的原因。雖遭藍波和奶奶的勸阻仍冒險進入未知的墨西哥與其吉賽兒接應。隨後在舉止不尋常的吉賽兒協助下帶到曼努埃爾的公寓，卻得到了曼努埃爾對兩母女毫無關心的冷血回應。悵然若失的加布里埃拉受吉賽兒引誘去了夜店借酒消愁，早有異心的吉賽兒趁機下藥弄昏了加布里埃拉，並將她賣給當地人口販子。人口販子以毒品控制所有女子，並以暴力毆打逃走的人，使這些被拐帶的女子不敢逃走。
另一方面，瑪麗亞在孫女長時間徹夜未歸而向藍波求助。藍波趕往墨西哥，向曼努埃爾和吉賽兒詢問加布里埃拉的下落。透過逼問曼努埃爾和戳破吉賽兒只因貪財而出賣朋友的惡行後，最終取得了該夜店的人口販子的線索。但藍波因一時氣憤而孤軍深入敵營，因而反遭人口販子借故施計、聯合另一批販毒集團以人數絕對優勢制服、毆打藍波至半死兼財物盡失，人口販子兄弟的老大在離開前更向他聲言加布里埃拉因其妄動而會更加悲慘。隨後本來並未被毒品、性暴力侵犯的加布里埃拉開始被注射過量毒品並送到妓院摧殘。藍波則受到一名繼續調查人口販子兄弟血案獨立記者卡門的救援而在昏迷四天後醒來，一心復仇的他決定先救出加布里埃拉和其他女子，但其他女子又因為擔心人命販子而不敢逃走。回程中，看著受到摧殘的加布里埃拉無法撐過性侵傷勢和藥物過量中毒而死亡，極為憤怒的藍波展開了復仇。藉由卡門的幫助，除了殺光人口販子的窩藏地之外，甚至將人口販子老大的弟弟斬首，使得老大召集一批販毒集團武裝分子準備前往尋仇。
早知後果的藍波送走了瑪麗亞，在並爭取時間在自家牧場各處佈滿地道、致命陷阱、各種武器迎戰人口販子，導致武裝分子在缺乏情報下全軍覆沒，但藍波在亂戰當中亦受傷，最後藍波以剖胸活摘心臟的方式手刃了人口販子老大。虛弱的藍波在一切結束後坐在老家門廊上，發誓要繼續戰鬥，讓他所愛的人的意志永存。

## 演員
- 席維斯·史特龍 飾 約翰·藍波
- 帕兹·维嘉 飾 卡門·德爾加多
- 賽吉爾·佩里斯-曼切塔 飾 雨果·馬丁內斯
- 亞卓安娜·拜拉薩（英语：Adriana Barraza） 飾 瑪麗亞·貝爾特蘭
- 伊維特·蒙雷亞爾（英语：Yvette Monreal） 飾 蓋比
- 瓦昆·柯西諾（英语：Joaquín Cosío） 飾 丹·曼奴爾
- 奧斯卡·賈恩那達（英语：Óscar Jaenada） 飾 維克托·馬丁內斯
- 路易斯·曼迪魯 飾 治安官
- 馬爾科·德·拉·O（英语：Marco de la O） 飾 曼努埃爾

## 製作

### 拍攝
主體拍攝於2018年10月2日在保加利亞進行。主要攝影在2018年12月4日結束，額外的拍攝作業於2019年5月底進行。

## 發行
《藍波：最後一滴血》於2019年9月20日在美國上映，並由獅門娛樂發行。

## 迴響

### 票房
在美國和加拿大，《藍波：最後一滴血》和《星際救援》與《唐頓莊園》同天上映並競爭，外界預估《藍波：最後一滴血》在開盤首週末將取得2100萬至2400萬美元的票房。該片在上映首日就賺了717萬美元，其中包括來自週四晚間預售的130萬美元。在美國首週末，《藍波：最後一滴血》以1887萬美元登上當週票房排名第三，成為了該系列第二佳的開盤成績。

### 評價
本片得到了兩極化的評價。爛番茄根據171條評論，獲得26%的新鮮度，平均得分4／10，而觀眾投票獲得82分的評價，平均得分4.17／5。在Metacritic上，電影獲得26分。
本片也获得有“烂片奥斯卡”之称的金酸莓奖8项提名，与仅次于获得9项提名的《CATS猫》争夺烂片之最。因2019年冠状毒病影响，第40届金酸莓奖颁奖礼透过影片于2020年3月16日在YouTube官方频道公布。本片一共获得2个烂片奖，分别是最差前传、重拍、恶搞及续集电影和最无顾人类生命和公共财产后果的电影奖。

## 續集
在第72屆坎城影展上，史特龍透露如果《藍波：最後一滴血》成功，他將繼續飾演藍波。

## 外部連結
- 互联网电影数据库（IMDb）上《藍波：最後一滴血》的资料（英文）
- AllMovie上《藍波：最後一滴血》的资料（英文）
- 爛番茄上《藍波：最後一滴血》的資料（英文）
- Box Office Mojo上《藍波：最後一滴血》的資料（英文）
- Metacritic上《藍波：最後一滴血》的資料（英文）
- 開眼電影網上《藍波：最後一滴血》的資料（繁體中文）
- 豆瓣电影上《藍波：最後一滴血》的資料 （简体中文）
- 时光网上《藍波：最後一滴血》的資料（简体中文）